# Tomás José de Orrantia
Tomás José de Orrantia y Alberro (Lima, 1726 - 14 de julio de 1795), sacerdote criollo de origen vizcaíno que ocupó altos cargos eclesiásticos y académicos en el Virreinato del Perú. Rector de la Universidad de San Marcos.

## Biografía
Sus padres fueron el bilbaíno Juan Domingo de Orrantia y Garay, acaudalado comerciante y caballero de la Orden de Santiago, y María Josefa Leandra Alberro y Ortega. 
Inició sus estudios en el Real Colegio de San Martín (1739), y luego pasó a la Universidad de San Marcos donde obtuvo el grado de Doctor en Teología y Cánones.
Asumió en la Universidad la cátedra de Artes (1749), a la vez que ejercía la función sacerdotal en las doctrinas de Huarochirí, San Lorenzo de Quinti, y finalmente Santiago de Surco, donde alcanzó a construir la iglesia. Incorporado al Cabildo Metropolitano de Lima como canónigo teologal (1775), se le encomendó ir hasta Chancay para dar la bienvenida al virrey Manuel de Guirior. Luego se desempeñó como examinador sinodal y visitador de la arquidiócesis.
Elegido rector sanmarquino (1790), designó como consiliario a José Baquíjano y Carrillo, además otorgó a la Sociedad de Amantes del País las facilidades para que realizaran sus sesiones en la Universidad.
| Predecesor: Nicolás Sarmiento de Sotomayor | Rector de la Universidad de San Marcos 1790 - 1793 | Sucesor: Cristóbal Montaño |